# Clarence Hudson White

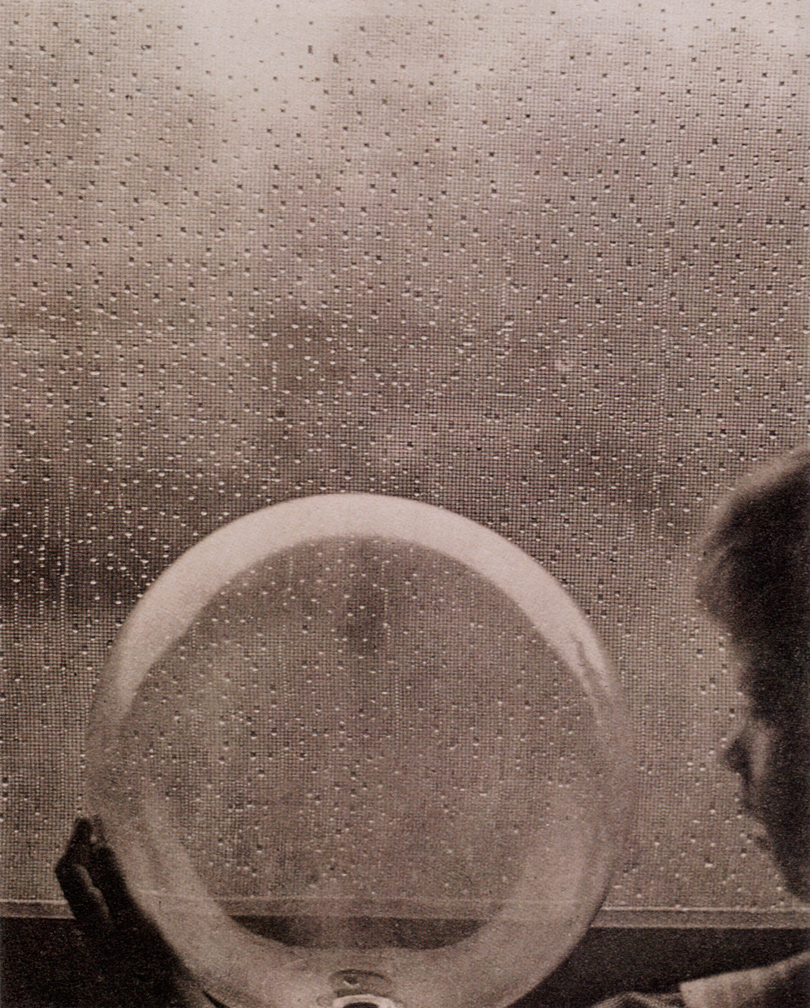
Gotas de lluvia (1903), publicada en Camera Work en 1908.

Clarence Hudson White (8 de abril de 1871-7 de julio de 1925) fue un fotógrafo estadounidense cofundador de la corriente de la Photo-Secession. Su trabajo tuvo gran reconocimiento por sus retratos pictorialistas y por ser profesor de fotografía. Al final de su carrera fundó la Clarence H. White School of Photography que tuvo entre sus alumnos a Margaret Bourke-White, Ralph Steiner, Dorothea Lange, Doris Ulmann y Paul Outerbridge.
Nació en Carlisle pero con dieciséis años se trasladó a Newark donde se aficionó a la fotografía y aprendió de un modo autodidacta, aunque empezó a dedicarse a ella como aficionado en 1893, el mismo año que se casó con Jane Felix. Sus mejores fotografías las realizó entre 1893 y 1906 mientras vivía en Ohio y sus modelos eran familiares y conocidos. En 1898 fundó el Newark Camera Club en defensa de una fotografía como arte aunque siguiendo el modelo pictórico de la pintura, en parte porque White se dedicó a la fotografía tras abandonar la pintura. En 1896 recibió un premio de la Asociación fotográfica de Ohio y dos años después participó en el Salón Fotográfico de Filadelfia. 
Ese mismo año conoció a Alfred Stieglitz, así cuando el 17 de febrero de 1902 se formó el grupo de la Photo-Secession se encontraba junto a John G. Bullock (1854 - 1939), William B. Dyer (1860-1931), Frank Eugene, Dallet Fuguet (1868 - 1933), Gertrude Käsebier, Joseph Keiley, Robert S. Redfield (1849 - 1923), Eva Watson-Schütze, Edward Steichen, Edmund Stirling (1861 - 1948) y John Francis Strauss (circa 1900). Por tanto cuando se trasladó a Nueva York en 1906 ya formaba parte del grupo de fotógrafos iniciadores del movimiento, exponiendo en su galería y publicando en Camera Work. Una de las fotografías que más éxito tuvo fue la titulada El torso que mostraba un desnudo. 
En 1907 Arthur Wesley Dow le propuso enseñar fotografía en la universidad de Columbia y a partir de ese momento se convirtió en uno de los mejores profesores de fotografía de la época, ya que sus principios pedagógicos tendían a animar el trabajo fotográfico de los alumnos más que a darles a conocer una serie de principios teóricos y técnicos; por otro lado con el sueldo de profesor pudo dedicarse a la fotografía a tiempo completo. En 1914 decidió fundar la Clarence H. White School of Modern Photography, muchos fotógrafos posteriores fueron alumnos de White, entre ellos destacan Margaret Bourke-White, Dorothea Lange, Doris Ulmann y Paul Outerbridge. Entre las técnicas que enseñaba defendía el uso de la platinotipia, el virado al sepia, el uso de la goma bicromatada y otras técnicas pictorialistas.
Cuando a partir de 1910 Stieglitz abandona el pictorialismo para adoptar la fotografía directa se produjo la separación de White del movimiento de la Photo-Secession y fundó con Karl Struss y Edward R. Dickson (1880 - 1922) en 1916 la asociación Pictorial Photographers of America que como su nombre indica defendía la fotografía como un arte pictórico.